# Hancock Whitney Center
O Hancock Whitney Center, antigamente One Shell Square, é um arranha-céu de 51 andares de 212 m (697 ft), localizado em Nova Orleães, Luisiana. O edifício foi projetado no estilo internacional pela Skidmore, Owings, & Merrill. Atualmente, é o prédio mais alto da cidade de Nova Orleans e do estado da Louisiana, e é mais alto que o pico mais alto da Louisiana, a Montanha Driskill. O prédio é usado principalmente para escritórios, com espaços de varejo no térreo. O design do edifício é muito semelhante ao One Shell Plaza de Houston e ao Republic Plaza, em Denver ambos construídos pela Skidmore, Owings e Merrill. A Hines Interest é o desenvolvedor da One Shell Square e da Lincoln Property Company. A Shell Oil Company é o maior inquilino do edifício. A ocupação atual do prédio é de aproximadamente 90%.

## Construção e Design
O Hancock Whitney Center foi construído usando um sistema de tubo duplo, com um núcleo de aço e um perímetro de concreto, e aberto para negócios em 1972. O exterior do edifício é revestido em travertino italiano (pedra calcária) e vidro de bronze. Houve preocupação ao longo dos anos em relação à integridade da pedra calcária durante o clima severo, como os sistemas tropicais. Felizmente, esses temores não se desenrolaram durante o furacão Katrina em agosto de 2005 e o prédio resistiu à tempestade com um mínimo de dano, como explosões de janelas e danos causados pela chuva. O prédio reabriu para inquilinos em dezembro de 2005.
No momento da sua conclusão em 1972, o Hancock Whitney Center era o prédio mais alto do região sudeste dos Estados Unidos, superando o Wachovia Bank of Georgia Building em Atlanta. Ele ocupou o título do prédio mais alto do Sudeste até 1976, quando o Westin Peachtree Plaza em Atlanta ultrapassou. O Hancock Whitney Center foi o primeiro arranha-céu no sul dos Estados Unidos a superar a marca de 200 metros.
Um heliporto - o Heliporto de Emergência Hancock Whitney Center - está localizado no telhado da torre.